# Marco Marinangeli
Marco Marinangeli es un compositor, arreglista, orquestador y productor italiano nominado a los Premios Grammy. Es el presidente de Magelic Productions, Inc., en Hollywood. Ha escrito y producido para Josh Groban, Donna Summer, Plácido Domingo, The Tenors, The Cheetah Girls, China Anne McClain, Dove Cameron, Lucas Grabeel, Monique Coleman, Peter Frampton, Taylor Dayne, Kathie Lee Gifford, Myra, Olga Tañon, Miley Cyrus también conocida como Hannah Montana, Hilary Duff, Solas, The Chieftains, Larry Carlton y George Perris. Ha colaborado con David Foster, Humberto Gatica, William Ross, Jeremy Lubbock, Luis Bacalov, Jorge Calandrelli y Lalo Schifrin.